# Richard Bunge
Paul Richard Otto Bunge (* 15. Juni 1870 in Zeitz; † 8. August 1938 in Bonn) war ein deutscher Chirurg und Hochschullehrer, der am Friedrich-Wilhelm-Stift in Bonn tätig war. 

## Leben

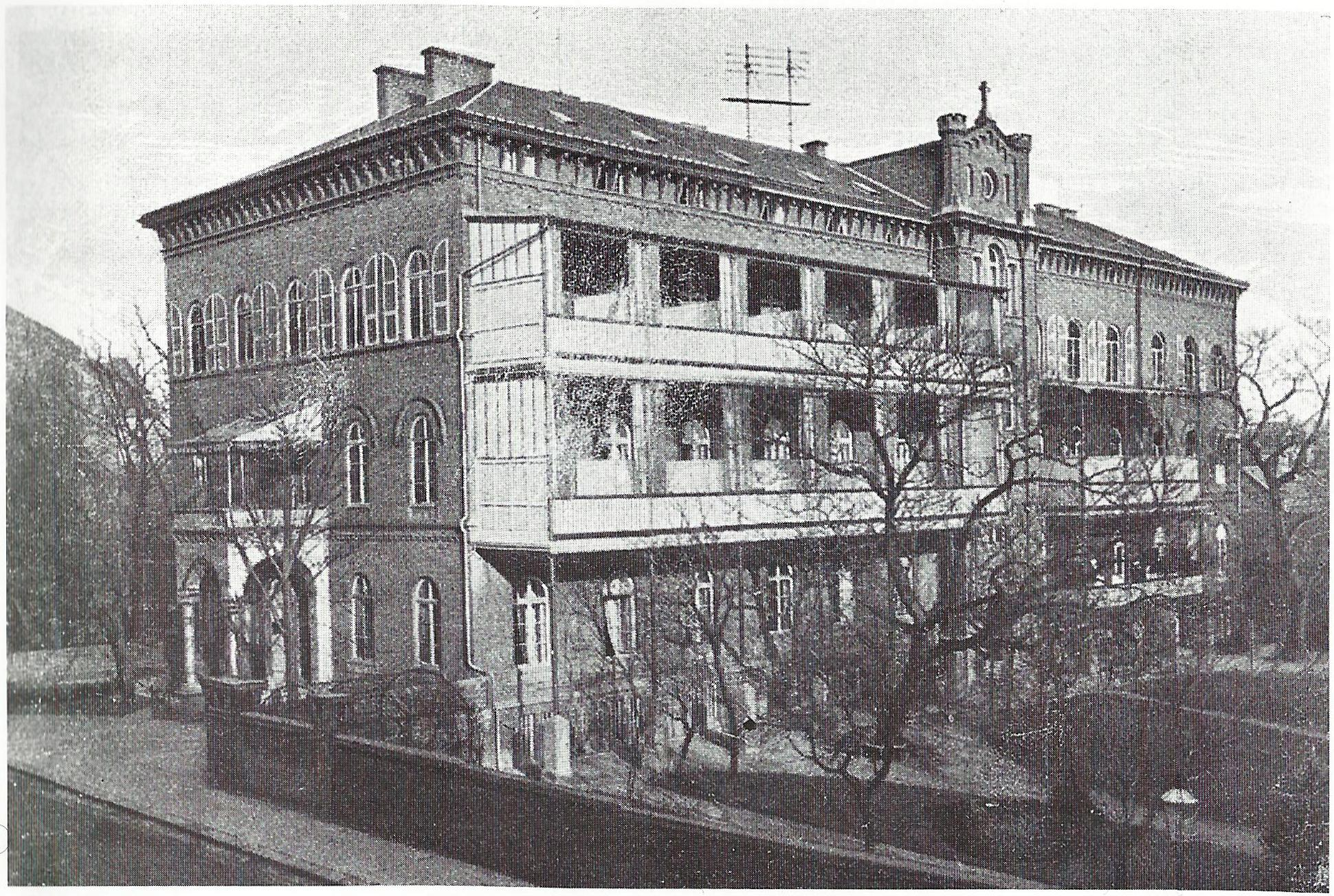
Friedrich-Wilhelm-Stift Wirkungsstätte von Richard Bunge

Richard Bunge war der Sohn des Fabrikdirektors Julius Bunge und dessen Ehefrau Julie geborene Haeuber und wurde in der preußischen Kreisstadt Zeitz geboren. Nach dem Besuch des Stiftsgymnasiums in Zeitz von 1879 bis 1888 studierte Richard Bunge Medizin an der Universität Halle, wo er am 1. August 1892 zum Dr. med. promovierte. Nach seiner Zeit als Assistent am Eberth'schen Institut in Halle (Saale) sowie von 1895 bis 1896 am Städtischen Krankenhause in Stettin wurde Richard Bunge Aissistenz- und später Oberarzt an der Chirurgischen Klinik der Universität Königsberg, wo er bis 1906 tätig war. In dieser Zeit habilitierte er im Jahre 1900 und wurde Privatdozent für Chirurgie. 1905 erfolgte seine Ernennung zum Titularprofessor. Im darauffolgenden Jahr wurde Richard Bunde zum Leiter der chirurgischen Abteilung am Fridrich-Wilhelm-Stift in Bonn ernannt. Seit 1907 war er dort als dirigierender Chirurg tätig. Im Jahre 1921 erfolgte seine Ernennung zum außerordentlichen Professor an der Universität Bonn. Richard Bunge hatte sich neben Chirurgie auch auf Urologie spezialisiert und publizierte u. a. auch über Amputationsmöglichkeiten.
In der Weimarer Republik trat er der DNVP bei und gehörte dem Stahlhelm, Bund der Frontsoldaten an.
Er wohnte in Bonn, Reuterstraße 96.

## Familie
Er heiratete im Jahre 1902 Irmgard geborene Simon (* 1881). Aus der Ehe ging die Tochter Marion (* 1909) hervor, die später Landgerichtsrätin wurde. Daneben hatten sie noch vier weitere Kinder.

## Schriften (Auswahl)
- mit C. J. Eberth: Die Endigungen der Nerven in der Haut des Frosches. J. F. Bergmann, Wiesbaden 1892.
- Über Geißelfärbung. 1894.
- Ueber die Bedeutung traumatischer Schädeldefecte und deren Deckung. 1903.
- Zur Pathogenese und Therapie der akuten Pankreashaemorrhagie und abdominellen Fettgewebsnekrose. In: Archiv für klinische Chirurgie. Band 71, 1903, S. 681 ff.
- Die Talma-Drummondsche Operation. Fischer, Jena 1905.